# Myropilla (obwód sumski)
Myropilla (ukr. Миропілля) – wieś na Ukrainie, w obwodzie sumskim, w rejonie sumskim, siedziba hromady. W 2025 liczyła 42 mieszkańców.